# Museu Surorov
O Museu Suvorov (em russo: Музей Суворова) em St Petersburg, Rússia é um museu militar dedicado à memória do generalíssimo Alexander Suvorov (1729-1800). O museu foi fundado em 1900 para comemorar o centenário da morte de Suvorov e foi inaugurado quatro anos mais tarde, no 175º aniversário do nascimento de Suvorov, na presença do Imperador Nicolau II da Rússia.
Em 1904, o museu foi movido para o edifício atual, um projeto extravagante feito por Alexander von Hohen em um estilo dramático do renascimento do russo. A aparência austera do edifício deriva principalmente da arquitetura militar medieval moscovita. Além da brasão da família Surorov e sinais de glória militar, a fachada exibe dois mosaicos que representam "Surorov Deixando a Rússia para a Itália em 1799" e "Surorov Cruzando os Alpes".
O museu recentemente modelado está repleto de recordacoes militares dos tempos de Surorov, incluindo, armas, bandeiras, uniformes e excelentes modelos e grandes panoramas que recriam campos de batalhas históricos.
Quando passar pelo edifico anfitriao do museu, é válido analisar os dois grandes mosaicos que decoram a entrada que foram completamente baseados em eventos históricos.
A mão esquerda apresenta "Surorov Crossing the Alps'' e a mão direita representa "Surorov saindo de casa para a campanha de 1799".